# Robinson Club
Die Robinson Club GmbH ist eine deutsche Hotelgesellschaft. Als 100-prozentiges Tochterunternehmen des TUI-Konzerns werden aus der Zentrale in Hannover Ferienclubs in Europa, Afrika und Asien betrieben. Der Claim „Share the Moment“ soll als Leitbild für ein einzigartiges Erleben und Genießen während des Urlaubs stehen.

## Geschichte
Gegründet wurde das Unternehmen im Dezember 1970 durch die TUI und das Touristikunternehmen Steigenberger. Einem neuen Hotel des Frankfurter Steigenberger-Konzerns in Jandía Playa im Süden der Kanaren-Insel Fuerteventura, fehlten die Gäste. Durch ein neues Konzept sollte das defizitäre Haus doch noch Gewinn abwerfen. Gemeinsam erarbeiteten die TUI und Steigenberger einen „Cluburlaub im Hotel“. Den zunächst überwiegend deutschen Gästen sollte ein Urlaub angeboten werden, der sich von der damals üblichen Ferienhotellerie abhob. Für einen Gästekreis, der nicht nur Sonne und Strand, sondern auch Aktivitäten wünschte, entstand ein Konzept für einen sportlichen, unterhaltsamen und geselligen Urlaub, mit oder ohne Kind, allein oder zu zweit. Die Idee wurde im Robinson Club „Jandía Playa“ erstmals realisiert; die Ausstattung des Clubs war anfangs allerdings noch spartanisch zu nennen: Es gab keine regelmäßige Stromversorgung, das Duschwasser kam aus einem selbstgegrabenen Brunnen, das Trinkwasser wurde von einer Entsalzungsanlage im Norden der Insel herantransportiert.
1974 wurde in Kenia die erste vollständig von Robinson konzipierte Anlage in Betrieb genommen, weitere Clubs rund um das Mittelmeer und in den Alpen folgten. Der 1988 bis 1991 gebaute Club auf Kos ist ein Entwurf des Architekten Nikos Valsamakis und gilt heute als architektonisches Meisterwerk des Kritischen Regionalismus.
Im Jahr 2000 eröffnet Robinson erstmals auch in Deutschland einen Club, den Robinson Club Fleesensee in Mecklenburg-Vorpommern. Im Jahr 2009 öffneten Robinson Sarigerme Park in der Türkei und der Club Maldives auf den Malediven. Inzwischen verfügt Robinson über 25 Clubanlagen in 16 Ländern.
Durch die Übernahme der Steigenberger-Anteile im Jahre 1989 wurde Robinson zu einer 100-prozentigen Tochter der TUI.

## Konzept
Als Erfinder des Cluburlaubs gilt 1950 der französische Club Méditerranée, kurz Club Med genannt. Vom Konzept her ähneln sich Club Med und Robinson: Beide Unternehmen setzen erfolgreich auf viel Sport und Entertainment in zwangloser Atmosphäre, dazu spezielle Angebote für Familien mit Kindern („Mini-Clubs“). Das Ursprungskonzept basierte auf einer möglichst weitgehenden aktiven Mitwirkung der Cluburlauber und auf gezielte Animation zur „Überwindung der sozialen Distanz zwischen den Gästen“ und der Schaffung von „Wir-Gefühlen“, schreibt der Autor Frank Rumpf in einem Bericht zum 40. Geburtstag von Robinson Club. Dieses Charakteristikum ist inzwischen jedoch fast verschwunden, aus „aktiven Gästen“ seien „überwiegend passive Konsumenten“ geworden, so Rumpf, die sich ihren Sportprogrammen oder ihrem Ruhebedürfnis hingeben. Ebenso sind aus den anfangs kargen Clubanlagen (Club Med begann mit Zeltdörfern) heute luxuriöse Hotelanlagen mit Spa und anspruchsvoller Küche geworden. Gleichwohl erfreut sich das Club-Konzept auch in seiner „modernen Form“ immer noch hoher Beliebtheit, gerade auch Robinson profitiert von einer hohen Quote an Stammgästen. Der Name „Robinson“ basiert auf Robinson Crusoe.
In einigen Clubs werden spezielle Konzepte angeboten:
- For Family: Apulia, Esquinzo Playa, Djerba Bahiya und Pamfilya
- For All: Soma Bay, Fleesensee, Daidalos, Kyllini Beach, Noonu, Agadir, Amadé, Alpenrose Zürs, Landskron, Quinta da Ria, Cala Serena, Khao Lak, Nobilis, Sarigerme Park, Ierapetra, Cyprus
- For Adults Only: Maldives, Camyuva, Jandia Playa und Cabo Verde

## Club-Anlagen

### Derzeitige Anlagen

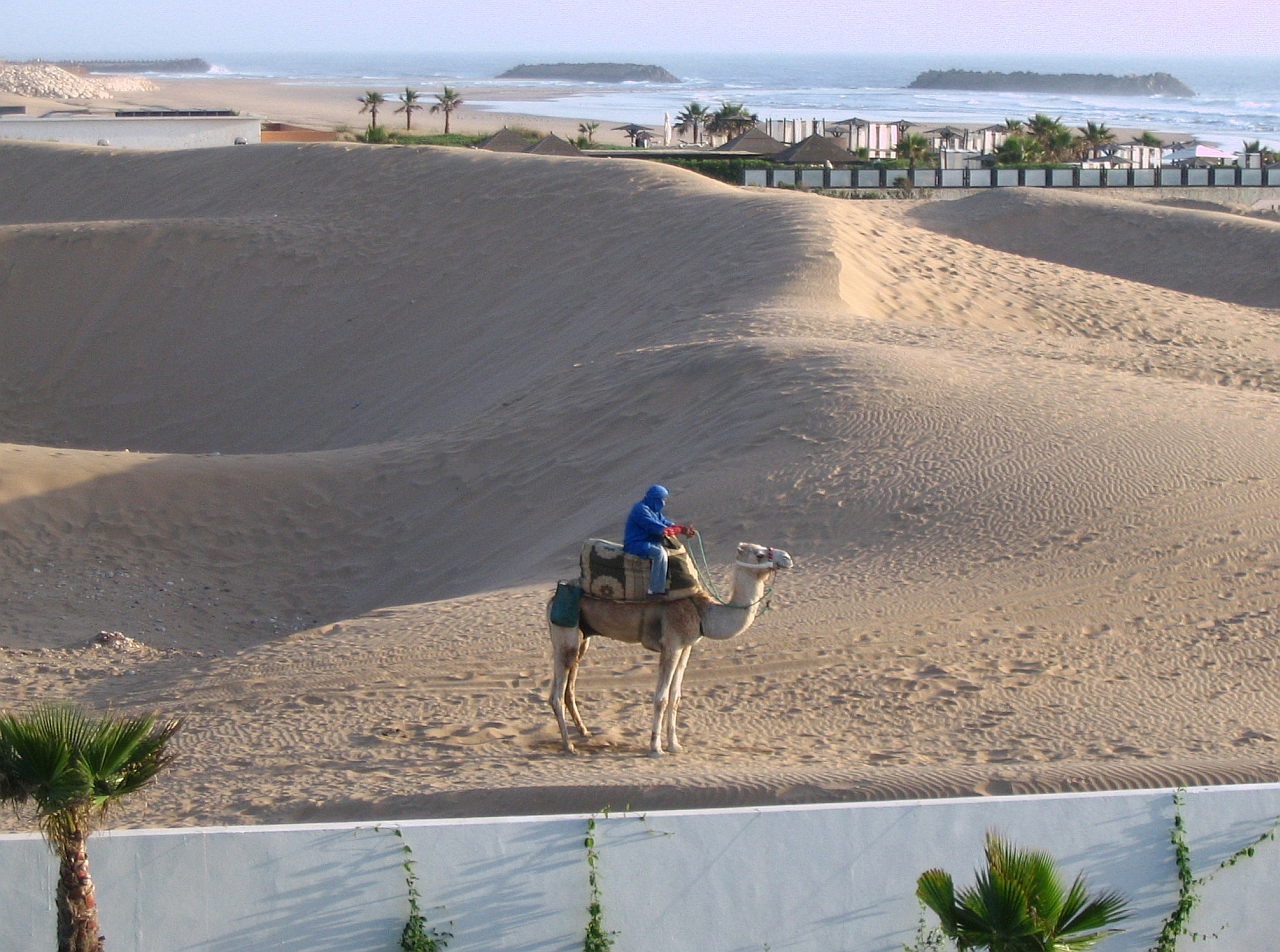
Marokko, Berber mit seinem Kamel vor dem Robinson Club Agadir, Juni 2012

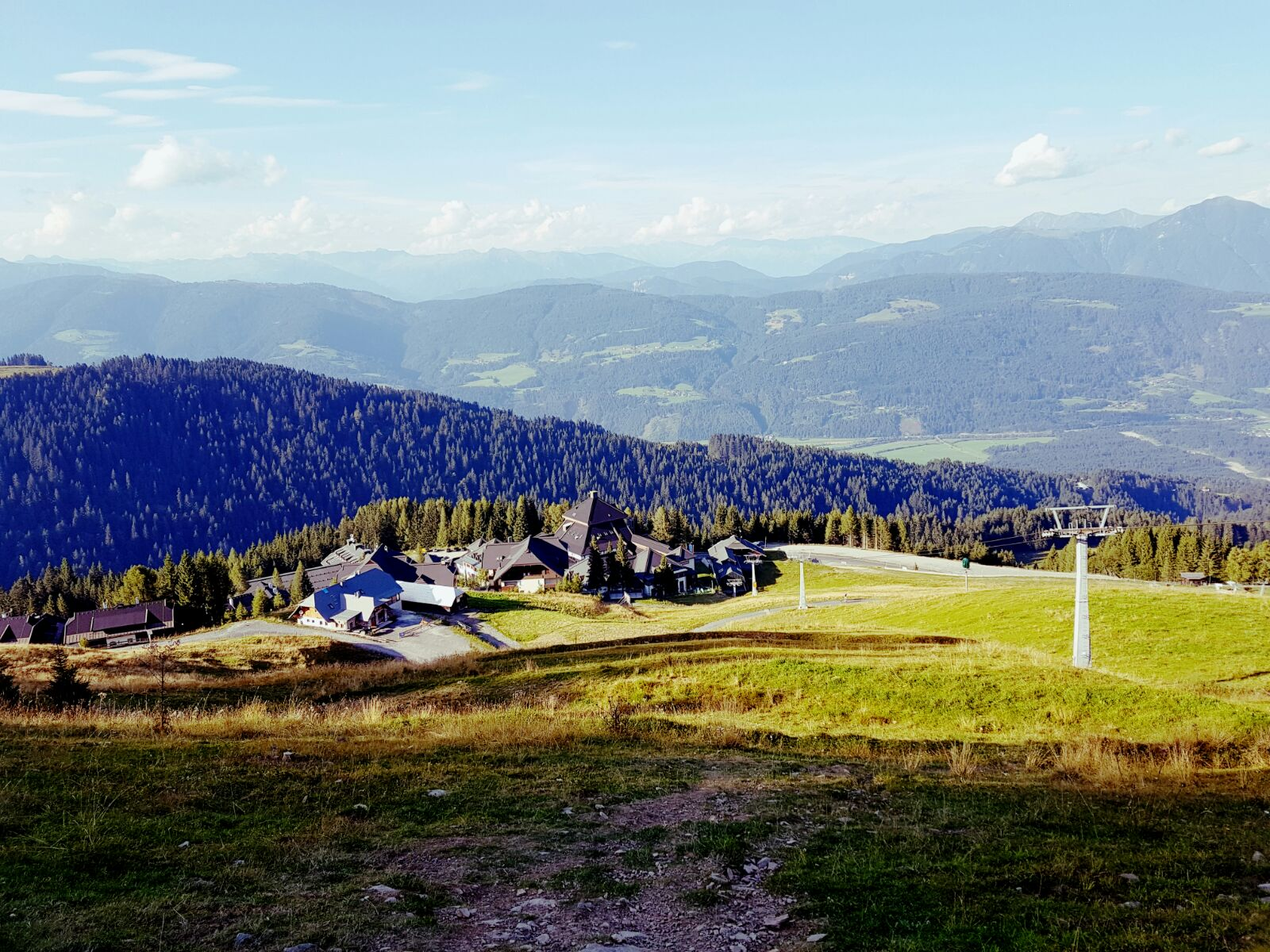
Schlanitzen Alm in Österreich, September 2016

Derzeit lassen sich die Anlagen wie folgt aufteilen:

Länder mit bestehenden (rot) und ehemaligen Clubs (gelb)

| Land         | Anlage                                       |
| ------------ | -------------------------------------------- |
| Ägypten      | Robinson Club Soma Bay                       |
| Deutschland  | Robinson Club Fleesensee                     |
| Griechenland | Robinson Club Daidalos (Kos)                 |
| Griechenland | Robinson Club Ierapetra (Kreta)              |
| Griechenland | Robinson Club Kyllini Beach Peloponnes       |
| Italien      | Robinson Club Apulia                         |
| Kap Verde    | Robinson Cabo Verde (Sal)                    |
| Malediven    | Robinson Club Maldives                       |
| Malediven    | Robinson Club Noonu                          |
| Marokko      | Robinson Club Agadir                         |
| Österreich   | Robinson Club Alpenrose Zürs                 |
| Österreich   | Robinson Club Amadé (Kleinarl)               |
| Österreich   | Robinson Club Landskron (Ossiacher See)      |
| Portugal     | Robinson Club Quinta Da Ria (bei Faro)       |
| Spanien      | Robinson Club Cala Serena (Mallorca)         |
| Spanien      | Robinson Club Esquinzo Playa (Fuerteventura) |
| Spanien      | Robinson Club Jandia Playa (Fuerteventura)   |
| Thailand     | Robinson Club Khao Lak                       |
| Tunesien     | Robinson Club Djerba Bahiya (Djerba)         |
| Türkei       | Robinson Club Çamyuva                        |
| Türkei       | Robinson Club Nobilis                        |
| Türkei       | Robinson Club Pamfilya                       |
| Türkei       | Robinson Club Sarigerme Park                 |
| Zypern       | Robinson Club Cyprus                         |
| Vietnam      | Robinson Club Nam Hoi An                     |

### Ehemalige Anlagen
Folgende Anlagen wurden bereits geschlossen:
| Land         | Anlage                                                | Verbleib                              |
| ------------ | ----------------------------------------------------- | ------------------------------------- |
| Brasilien    | Robinson Club Da Bahia                                |                                       |
| Frankreich   | Robinson Club La Chiappa (Korsika)                    | Club La Chiappa                       |
| Griechenland | Robinson Club Daphnila                                |                                       |
| Griechenland | Robinson Club Ikarus Village                          |                                       |
| Griechenland | Robinson Club Nea Sivota                              | Sivota Retreat                        |
| Griechenland | Robinson Club Phocea (am Ende der Saison 1987)        |                                       |
| Griechenland | Robinson Club Lyttos Beach (bis 2011)                 |                                       |
| Griechenland | Robinson Feel Good Club Elounda Bay Palace (bis 2012) |                                       |
| Griechenland | Robinson Club Kalimera Kriti                          | Kalimera Kriti Hotel & Village Resort |
| Italien      | Robinson Club Calabria (Kalabrien)                    | Villagio Lirial Floriana              |
| Italien      | Robinson Club Calampiso (Sizilien)                    | Calampiso Club                        |
| Kenia        | Robinson Club Baobab                                  |                                       |
| Marokko      | Robinson Riad Zakaria                                 |                                       |
| Mexiko       | Robinson Club Tulum                                   |                                       |
| Österreich   | Robinson Club Alpenkönig                              |                                       |
| Österreich   | Robinson Club Ampflwang                               | Aldiana Club Ampflwang                |
| Österreich   | Robinson Club Katschberg                              |                                       |
| Österreich   | Robinson Club Schlanitzen Alm (Sonnleitn)             | Aldiana Club Schlanitzen Alm          |
| Schweiz      | Robinson Club Arosa                                   |                                       |
| Schweiz      | Robinson Club Piz Buin                                | Pardenn Hotel Piz Buin                |
| Schweiz      | Robinson Club Saas-Fee                                | Hotel Du Glacier                      |
| Schweiz      | Robinson Club Scuol Palace (von 1990 bis 2005)        |                                       |
| Schweiz      | Robinson Club Schweizerhof Vulpera                    | Aldiana Club Schweizerhof             |
| Spanien      | Robinson Club Atalya Park (Marbella)                  |                                       |
| Spanien      | Robinson Club Jandia Palace (Fuerteventura)           |                                       |
| Spanien      | Robinson Club Playa Granada (Andalusien)              |                                       |
| Spanien      | Robinson Club Cala Vadella (Ibiza)                    |                                       |
| Sri Lanka    | Robinson Club Bentota                                 |                                       |
| Tunesien     | Robinson Club Abou Nawas (Monastir)                   |                                       |
| Tunesien     | Robinson Club Athenee Palace (Djerba)                 | Radisson Blu                          |
| Tunesien     | Robinson Club Djerba                                  | Aldiana Djerba Atlantide              |
| Tunesien     | Robinson Club Tabarka                                 |                                       |
| Türkei       | Robinson Club Maris                                   | D Maris Bay                           |
| Türkei       | Robinson Club Masmavi                                 | TUI Magic Life Club                   |
| Türkei       | Robinson Club Lykia                                   |                                       |
| Türkei       | Robinson Kapadokya Lodge                              |                                       |